# NGC 2566
NGC 2566 è una galassia a spirale barrata situata nella costellazione della Poppa, a una distanza di circa 35 milioni di anni luce dalla nostra Via Lattea.

## Scoperta
La galassia è stata scoperta il 6 marzo 1785 dall'astronomo britannico di origine tedesca William Herschel.

## Descrizione
NGC 2566 ha una classe di luminosità II e presenta una larga riga a 21 cm dell'idrogeno neutro.

## Gruppo di NGC 2559
NGC 2566 fa parte di un piccolo gruppo di galassie, composto da tre membri, il Gruppo di NGC 2559. Le altre due galassie del gruppo sono NGC 2559 e IC 2311.